# Agrícola Oriental (métro de Mexico)
Agrícola Oriental est une station de la ligne A du métro de Mexico. Elle est située rue Ignacio Zaragoza dans le quartier Agrícola Oriental  de la division territoriale Iztacalco à Mexico au Mexique.
Elle est mise en service en 1991.

## Situation sur le réseau

Plan du métro.

Établie en surface, la station Agrícola Oriental de la ligne A du métro de Mexico, est située entre la station Pantitlán, en direction du terminus nord-ouest Pantitlán, et la station Canal de San Juan, en direction du terminus sud-est La Paz.

## Histoire
La station Agrícola Oriental est mise en service le 12 août 1991, lors de l'ouverture à l'exploitation de la ligne A, longue de 17 km, entre Pantitlán et La Paz. Elle doit son nom au quartier Agrícola Oriental qu'elle dessert. Le symbole qui la représente est constitué de deux épis de blé.

## Services aux voyageurs

### Desserte

Installations et desserte
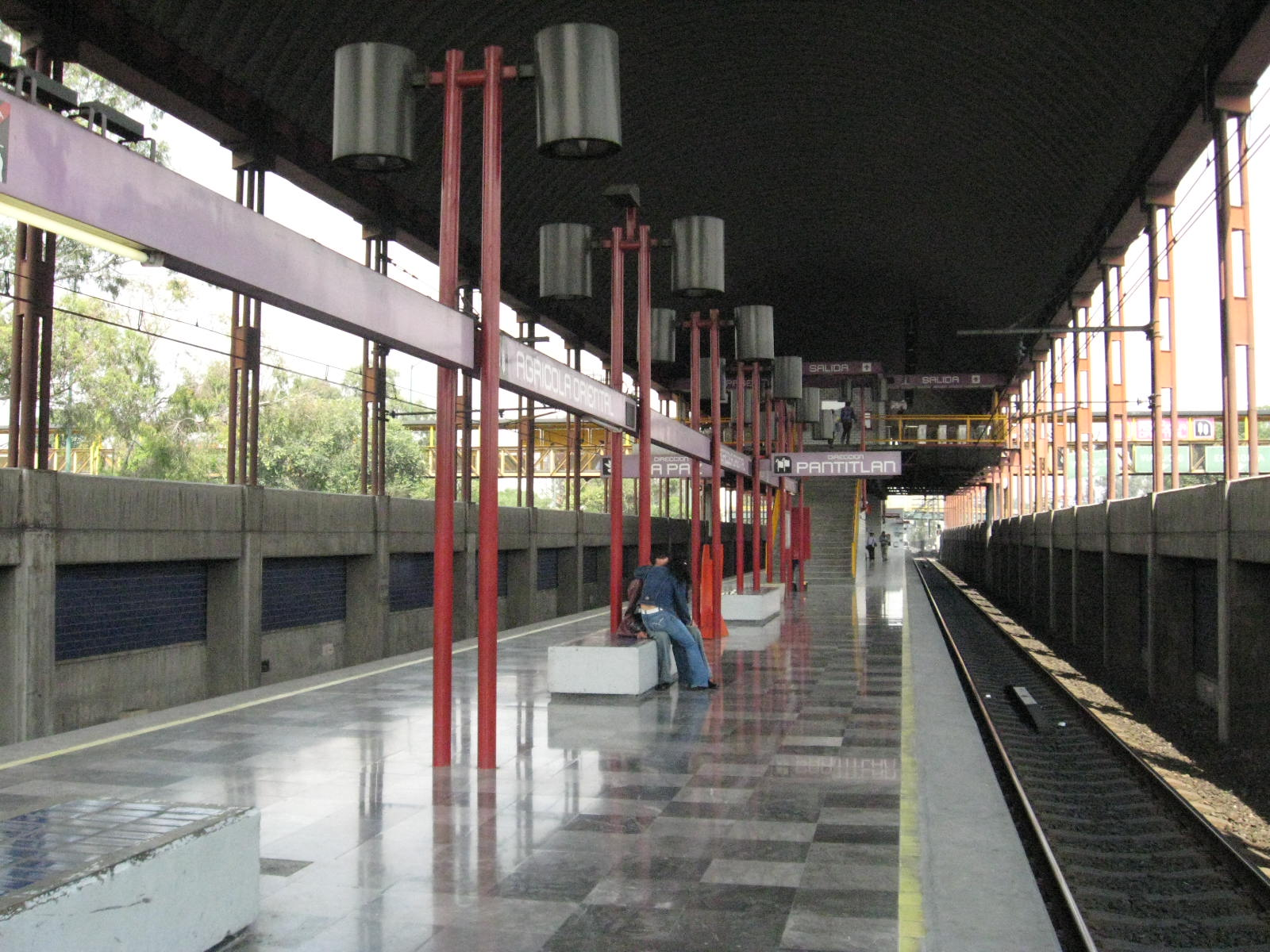
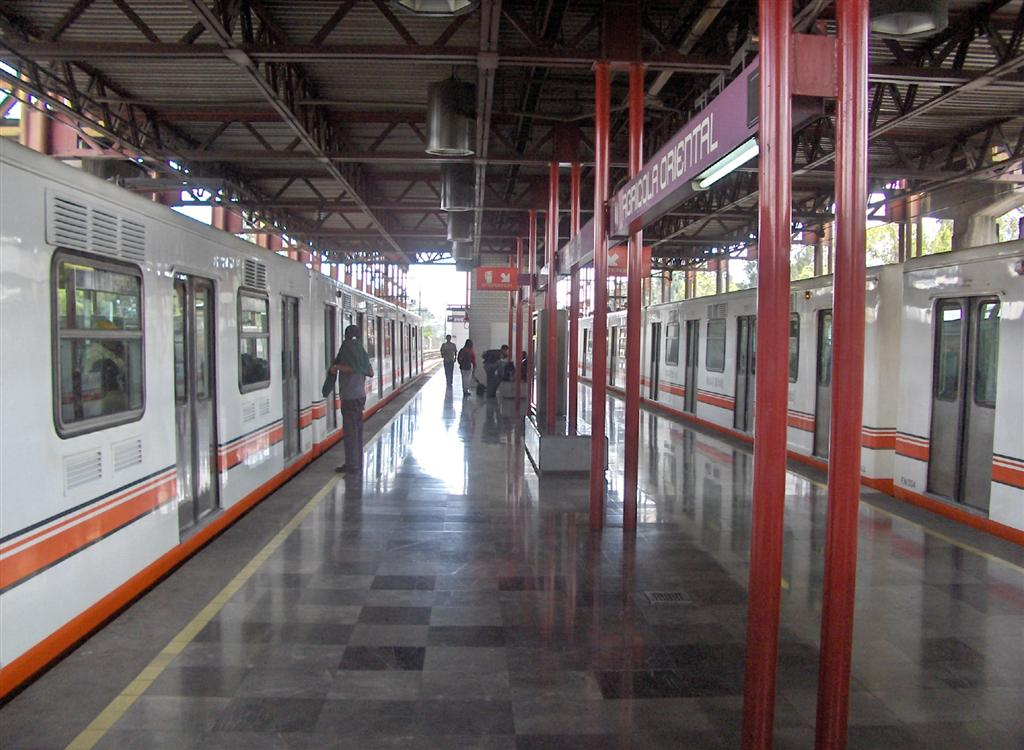